# Zeca Schall

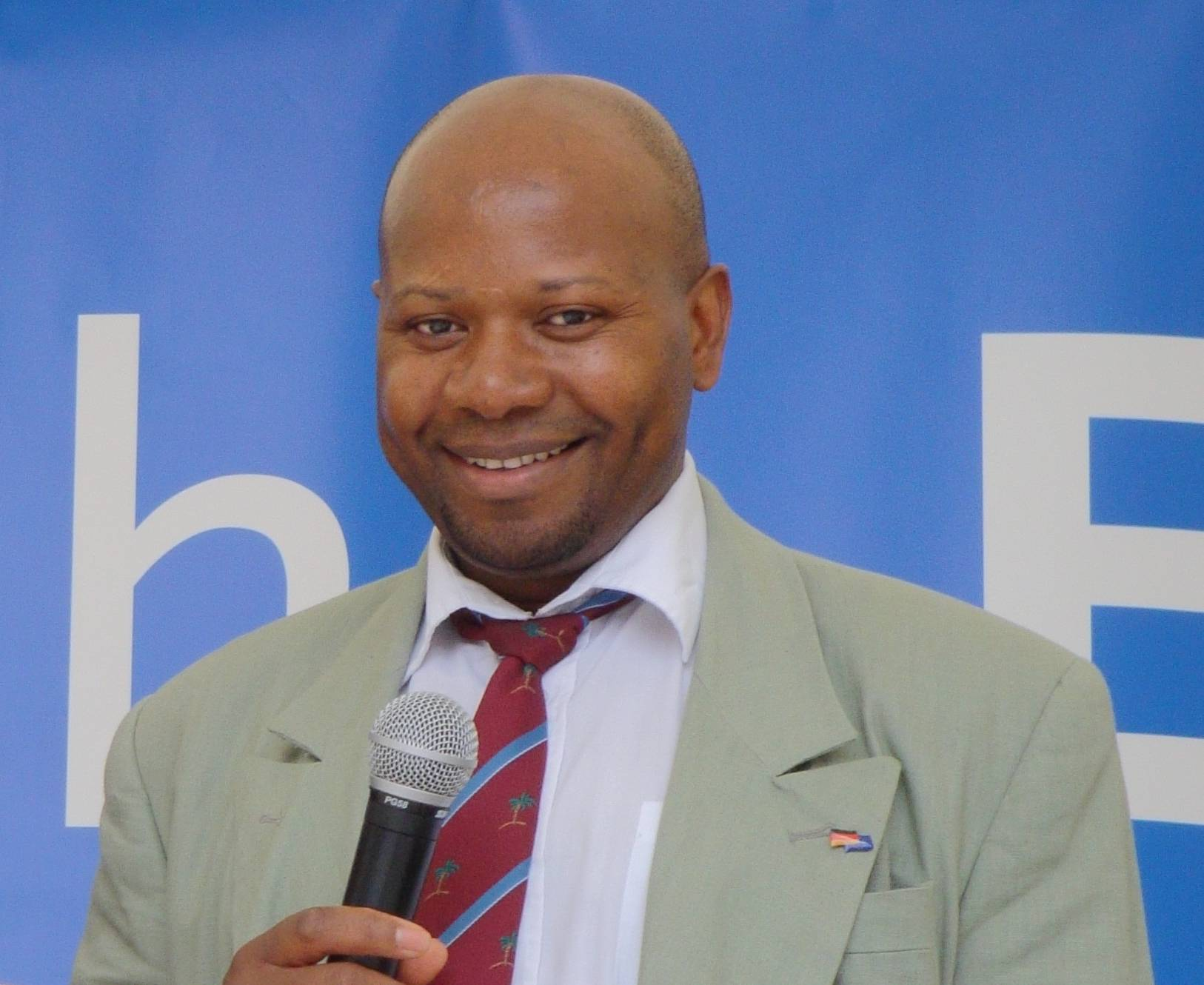
Zeca Schall 2009

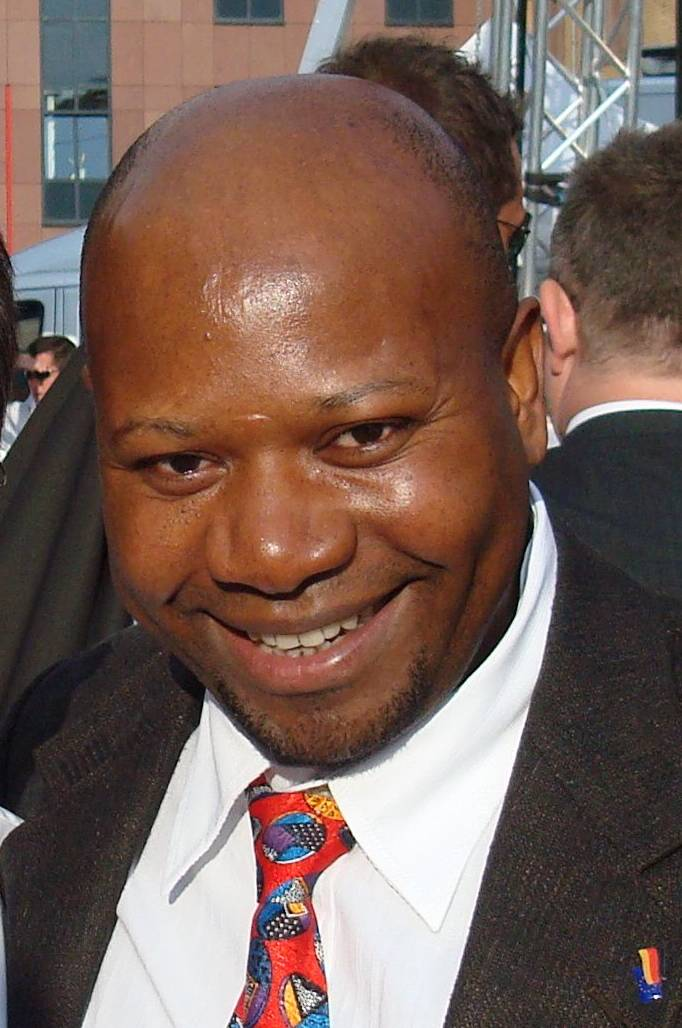
Zeca Schall, Wahlkampfunterstützung in Erfurt 2009

Zeca Schall (geborener Fonseca; * 1963 in Quitongo, Cuanza Sul, Angola) ist ein deutsch-angolanisches Mitglied der CDU Thüringen.

## Leben
Schall studierte an einer Fachhochschule für Landwirtschaft in Angola. Sein Vater wurde 1984 von angolanischen Rebellen getötet, seine Mutter im Jahr 1994 ebenfalls. 1988 kam Schall als Vertragsarbeiter nach Hildburghausen und absolvierte dort im VEB Schrauben- und Normteilewerk eine Ausbildung als Dreher. Schall heiratete eine deutsche Frau, deren Namen er annahm, und stellte 1997 als erster Angolaner einen Einbürgerungsantrag. 2004 wurde er deutscher Staatsbürger und trat am gleichen Tag in die CDU ein. Seine angolanische Staatsbürgerschaft behielt er bei. Zwischen Januar und September 2009 absolvierte Schall eine Ausbildung bei der „Regionalen Arbeitsstelle für Ausländerfragen, Jugendarbeit, und Schule“ (RAA e. V.) in Berlin.

## Politisches Engagement
Bei der Kreistagswahl im Juni 2009 kandidierte Schall für den Kreistag von Hildburghausen auf Listenplatz 30 der CDU, bei insgesamt 40 zu vergebenden Mandaten für den Kreistag. Schall erhielt 42 Erststimmen und wurde nicht gewählt. Schall arbeitet in der Anfang 2008 gegründeten AG „Integration ausländischer Mitbürger“ der thüringischen CDU mit, die allen thüringischen CDU-Mitgliedern mit Interesse an der Thematik offensteht. Weder leitet Schall die AG noch ist er deren Sprecher. Schall hat in der CDU auf Thüringer Landesebene kein Amt oder Mandat, wurde jedoch in Medienberichten fälschlich als „Integrationsbeauftragter“ bzw. „Migrationsbeauftragter“ der CDU Thüringen bezeichnet. Nach einer falschen dpa-Meldung wurde er in den Medien auch als „Integrationsbeauftragter der Landesregierung“ bezeichnet, ein Amt, das in Thüringen seit 1992 Eckehard Peters als Ausländerbeauftragter der Thüringischen Landesregierung innehatte. (In den meisten Bundesländern wird diese Funktion heute als Integrationsbeauftragter bezeichnet.) Der Focus erklärte Schall irrtümlich zum Abgeordneten.
Schall gibt an, sich bereits im Jahr 2008 bei der CDU Thüringen als hauptamtlicher Integrationsbeauftragter beworben zu haben, ohne eine Antwort erhalten zu haben. Als er kurz vor der Landtagswahl 2009 nachgefragt habe, sei er zu einer erneuten Bewerbung aufgefordert worden, die er zwei Wochen vor der Wahl abgeschickt habe. Am 7. September 2009 habe ihm der Landesgeschäftsführer der Partei jedoch mitgeteilt, dass die Stelle aus finanziellen Gründen nicht vorgesehen sei und es in der Partei auch keine ehrenamtliche Position eines Integrationsbeauftragten gebe.
Schall setzt sich für den Aufbau von Migrantenorganisationen ein. Er plädiert für den verpflichtenden Kindergartenbesuch von Kindern mit Migrationshintergrund und die Teilnahme von erwachsenen Migranten an Integrationsgruppen. Ausländer, die in Deutschland bleiben möchten, fordert er auf, ebenfalls die deutsche Staatsbürgerschaft anzunehmen.

## NPD-Kampagne im Wahlkampf 2009
Schall wurde im thüringischen Landtagswahlkampf 2009 international bekannt, als er zusammen mit Ministerpräsident Dieter Althaus (CDU) und anderen Personen auf Wahlplakaten abgebildet worden war und daraufhin von der NPD bedroht wurde. Die NPD wies ihre Kreisverbände an, neben alle Plakate, auf denen Schall zu sehen war, NPD-Plakate mit dem Slogan „Gute Heimreise“ zu hängen. In einer Pressemitteilung bezeichnete sie Schall als „Quotenneger“, nannte seine Wohnadresse und kündigte an, das „direkte Gespräch“ an seinem Heimatort zu suchen, um ihn „zur Heimreise zu animieren“. Schall wurde daraufhin unter Polizeischutz gestellt. Mitglieder der Neonazi-Szene wurden in der Folge von der Polizei daran gehindert, sich seinem Haus zu nähern. Mehrere Platzverweise wurden ausgesprochen, unter anderem auch gegen NPD-Chef Udo Voigt.
Die CDU Thüringen erstattete Strafanzeige wegen Volksverhetzung, Nötigung und Beleidigung. Ab dem 10. August begann die Partei aber auch, die eigenen Wahlplakate mit Schall mit einem anderen Motiv zu überkleben, was erhebliche Kritik anderer Parteien zur Folge hatte. Die CDU ließ verlauten, der Austausch der Plakate sei bereits vor Beginn der Kampagne der NPD begonnen worden und nicht als Reaktion darauf zu betrachten.
Die Kampagne gegen Schall erregte international Aufsehen, Weihbischof Reinhard Hauke bekundete im Namen der katholischen Kirche Solidarität mit Zeca Schall.
Die Ratsversammlung und die Ortsteilbürgermeister von Hildburghausen verabschiedeten am 19. August 2009 einstimmig eine Resolution, welche „die Offenheit der Stadt für alle demokratisch gesinnten Menschen und die Ablehnung der völkischen Ausgrenzung durch Rechtsextreme unterstreichen soll“.
Die NPD hängte ab dem 22. August eigene Wahlplakate auf, die das Porträt Schalls und eine Thüringer Rostbratwurst zeigten, sowie den Text „echter Thüringer, falscher Thüringer“. Einige Wochen zuvor hatte bereits die Junge Union in Thüringen mit ähnlichen Plakaten geworben, welche dieselbe Aufschrift, aber das Porträt des aus Niedersachsen stammenden Linke-Spitzenkandidaten Bodo Ramelow trugen, musste diese Plakataktion aber nach Protesten abbrechen.
Wegen der NPD-Plakate ermittelte die Staatsanwaltschaft in Meiningen. In Weimar und Eisenach wurden sie auf Anordnung des jeweiligen Oberbürgermeisters abgenommen, in anderen Orten wurden die Plakate von Bürgern überklebt.
Die CDU quartierte Schall zu seinem Schutz vor der NPD und seiner Erholung von den vielen Interviews in einem Hotel ein und versuchte, ihn aus dem Wahlkampf zurückzuziehen. Schall selbst dagegen bekräftigte, seine Wahlkampfaktivität in reduzierter Form fortsetzen zu wollen. Er nahm an der Einweihung der Wintersporthalle am 24. August 2009 in Oberhof gemeinsam mit Dieter Althaus und Bundesinnenminister Wolfgang Schäuble teil.
Trotz der Verluste seiner eigenen Partei von mehr als 10 Prozentpunkten begrüßte Schall am Ausgang der Wahl, dass die NPD den Einzug in den Landtag verfehlte. Schall spricht sich für ein Verbot der NPD und ein verstärktes Engagement in Thüringen gegen den Rechtsextremismus aus, welches Verbote, Demonstrationen und ein Landesprogramm umfassen solle.